# Johann Mohr
Johann Mohr (ur. 12 czerwca 1916 w Hanowerze, zm. 2 kwietnia 1943 na Środkowym Atlantyku) – niemiecki oficer marynarki wojennej; dowódca okrętu podwodnego U-124 w okresie II wojny światowej.

## Życiorys
Mohr wstąpił do Reichsmarine w 1934. Był jednym z niewielu dowódców, którzy przez cały okres swojej służby dowodzili tym samym okrętem. Pierwsze trzy patrole na U-124 odbył pod dowództwem Georga-Wilhelma Shultza. 8 września 1941 otrzymał on dowództwo nad U-Bootem i do końca wojny podczas sześciu patroli bojowych (268 dni na morzu) zatopił on 27 statków transportowych o łącznym tonażu 129 292 BRT. Cztery z tych zatopień zaliczył podczas jednej nocy 12 maja 1942 w czasie ataku na konwój ONS-92. Cztery statki, które Mohr zatopił podczas ataku na ONS-92, miały łączny tonaż 21 784 BRT. Podczas pierwszego samodzielnego patrolu, 24 listopada 1941, Mohr zatopił także brytyjski lekki krążownik HMS „Dunedin”, a w 1942 zatopił korwetę FFL „Mimose” należącą do marynarki wojennej Wolnej Francji. Podczas swojej służby Mohr uszkodził też 3 statki transportowe o łącznym tonażu 26 167 BRT.
Mohr poległ 2 kwietnia 1943, kiedy dowodzony przez niego okręt został zatopiony przez brytyjską korwetę HMS „Stonecrop” i slupa HMS „Black Swan” ok. 500 km na zachód od Oporto, na Środkowym Atlantyku.

## Stopnie wojskowe
- 1 września 1934 Seekadett
- 1 lipca 1935 Fähnrich zur See
- 1 stycznia 1937 Oberfähnrich zur See
- 1 kwietnia 1937 Leutnant zur See
- 1 kwietnia 1939 Oberleutnant zur See
- 1 września 1941 Kapitanleutnant
- 1 kwietnia 1943 Korvettenkapitan

## Odznaczenia
- 6 czerwca 1939 − Brązowy Krzyż Hiszpanii
- 26 października 1939 − Medal Pamiątkowy za Powrót Kłajpedy
- 29 listopada 1939 − Krzyż Żelazny II Klasy
- 4 maja 1941 − Krzyż Żelazny I Klasy
- 4 maja 1941 − Odznaka Wojenna U-Boota
- Krzyż Rycerski Krzyża Żelaznego z Liśćmi Dębu (Ritterkreuz des Eisernen Kreuzes mit Eichenlaub)
  - Krzyż Rycerski nadany 27 marca 1942 w stopniu kapitana porucznika i jako dowódca U-124
  - Liście Dębu do Krzyża Rycerskiego nadane 13 stycznia 1943 w stopniu kapitana porucznika i jako dowódca U-124